# Паскале, Рикардо
Рикардо Паскале Кавальери (исп. Ricardo Pascale Cavalieri, 29 августа 1942, Монтевидео — 26 января 2024) — уругвайский экономист, профессор и скульптор.
Будучи членом партии Колорадо, он возглавлял Центральный банк Уругвая в 1985–1990 и 1995–1996 годах, при обоих правительствах Хулио Марии Сангинетти.
Паскале был известным скульптором. Ученик Нельсона Рамоса, Альфредо Тестони и Мануэля Эспинолы, он выставлял свои работы в разных странах. Кроме того, он способствовал учреждению премии Фигари, представлял Уругвай на Венецианской биеннале 1999 года и был уполномоченным павильона Уругвая на мероприятии 2015 года.

## Примечания

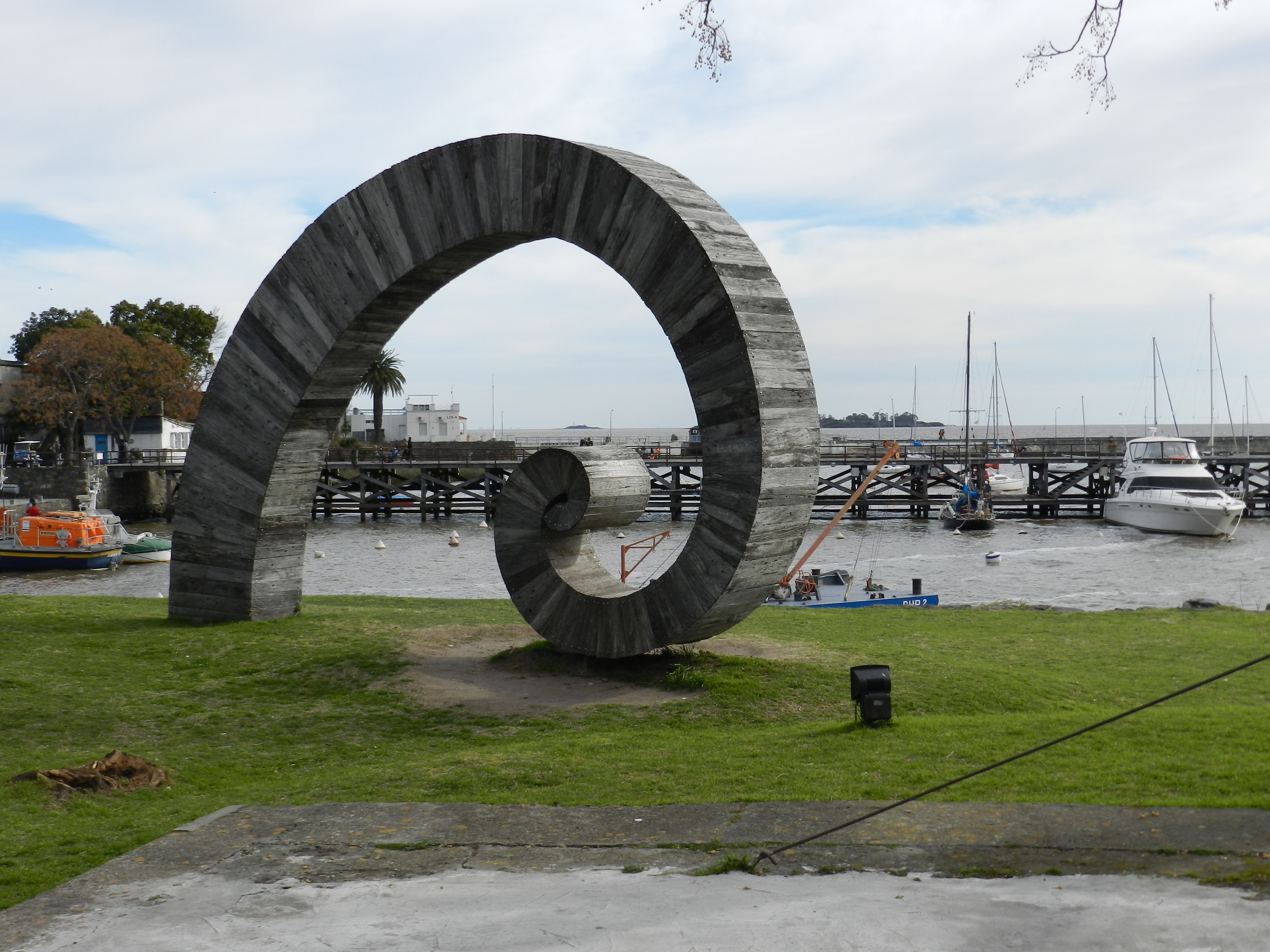
La gran función в Колония-дель-Сакраменто, 2000 год.

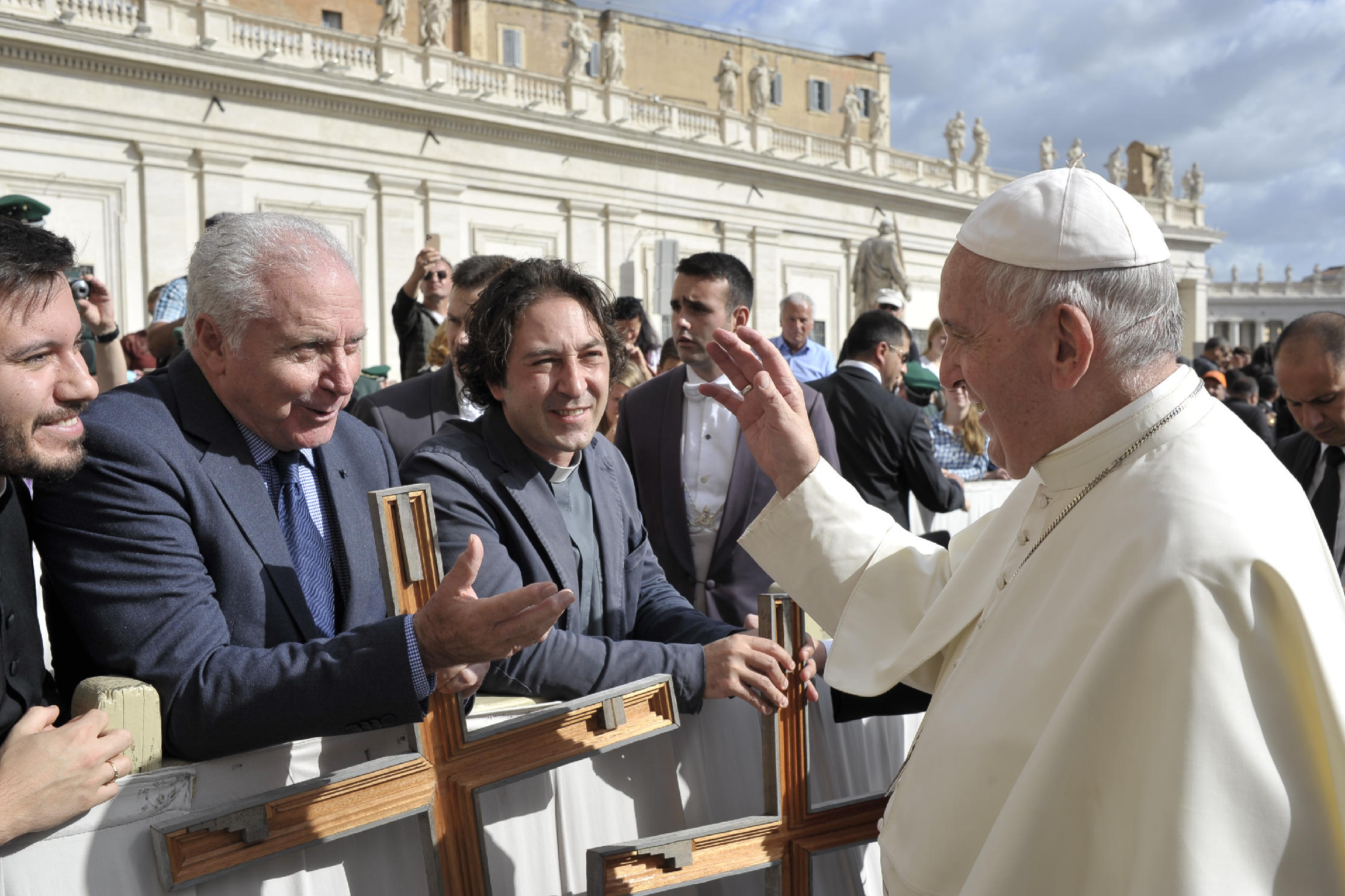
Его Высокопреосвященство Папа Франциск благословляет Рикардо Паскале, октябрь 2019 года